# Jacquemontia estrellensis
Jacquemontia estrellensis är en vindeväxtart som beskrevs av Antonio Krapovickas. Jacquemontia estrellensis ingår i släktet Jacquemontia och familjen vindeväxter. Inga underarter finns listade i Catalogue of Life.